# Káptalantóti
Káptalantóti is een plaats (község) en gemeente in het Hongaarse comitaat Veszprém. Káptalantóti telt 410 inwoners (2001).